# Valea Mare-Podgoria, Argeș
Valea Mare-Podgoria este un sat ce aparține orașului Ștefănești din județul Argeș, Muntenia, România.

## Obiective turistice
- Conacul de vie brâncovenesc din Valea Mare-Podgoria
- Izvorul Tămăduirii (Ștefănești)
- Biserica „Nașterea Maicii Domnului” a fostului schit Valea Mare Podgoria
- Conacul Mihail Ghelmegeanu din Valea Mare-Podgoria
- Biserica „Sf. Ioan Bogoslovul” din Valea Mare-Podgoria
- Vila Bulandra din Valea Mare-Podgoria